# 硬毛常山
硬毛常山（学名：Dichroa hirsuta）为虎耳草科常山属下的一个种。

## 扩展阅读
- 維基物種上的相關：硬毛常山